# Negyedik koalíciós háború
Ausztria legyőzése után Napóleon császár tovább folytatta a harcot az Orosz Birodalom és az Egyesült Királyság ellen. A negyedik koalíció 1806 szeptemberében alakult meg, miután a Porosz Királyság belépett a háborúba.
III. Frigyes Vilmos porosz király nagyon határozatlan király volt, a „háború pártjának” igazi vezére Lujza királyné volt. Az volt az általános vélekedés, hogy a porosz hadsereg a legerősebb a világon. Ezért 1806. október 2-án ultimátumot intéztek Franciaországhoz, követelve a francia csapatok visszavonását a Rajnán túlra. Napóleon végig sem olvasta az ultimátumot. Három nap múlva a francia csapatok hadba indultak Poroszország ellen.
A porosz hadsereg nem volt felkészülve az akkori idők modern hadviselésére. A csapatok nagyon lassan mozogtak. Napóleon 1806. október 14-én megütközött a porosz hadsereg kisebbik részével Jéna közelében, és győzött. Ugyanekkor Davout marsall az auerstädti csatában a porosz főerőkkel ütközött meg. A napóleoni hadsereg egyik legtehetségesebb marsalljának, a sokat tapasztalt Davout-nak határozottsága és a porosz tábornokok tehetetlensége következtében a porosz haderő felmorzsolódott.
1806. október végén Napóleon bevonult Berlinbe, és november 21-én kihirdette a kontinentális zárlatot, amelynek értelmében az egész francia birodalomnak és a hozzá tartozó országoknak tilos volt Angliával kereskedni. A cél Anglia gazdaságának tönkretétele volt.
Poroszország legyőzése nem jelentette egyértelműen a franciaellenes koalíció legyőzését, mivel Oroszország még mindig folytatta a háborút. Napóleonnak két véres ütközetben kellett kiharcolnia a győzelmet. 1807. február 7-én Eylaunál és április 14-én Friedlandnál. Mindkét fél súlyos veszteségeket szenvedtek, ezért béketárgyalásokba kezdtek.
Az 1807-es tilsiti békében Franciaország és Oroszország békét és szövetségi szerződést kötött. A szerződés gyakorlatilag azt jelentette, hogy Európában két nagyhatalom uralkodik, jelentős francia túlsúllyal. Az 1793–95-ben Poroszországhoz került lengyel területeken Napóleon 1807-ben létrehozta a csatlós Varsói Hercegséget, amely 1815-ig állt fenn.
- Európa 1806-ban
- Európa 1807-ben